# Pantelleria Passito liquoroso
Il Pantelleria Passito liquoroso è un vino passito DOC, che può essere prodotto esclusivamente nell'Isola di Pantelleria in provincia di Trapani.
Non va confuso con il vino Passito di Pantelleria DOC, che non è addizionato

## Vitigni con cui è consentito produrlo
- Zibibbo al 100%

## Tecniche produttive
Per il Pantelleria Passito liquoroso si deve partire da mosto ottenuto, almeno in parte, da uve passite (concentrazione zuccherina 60% massimo). Durante o alla fine della fermentazione è obbligatoria l'alcolizzazione, ottenuta tramite l'aggiunta di etanolo di origine enologica.
Il vino può essere commercializzato non prima del 1º febbraio dell'anno successivo alla vendemmia.
Per questa varietà di Pantelleria DOC è obbligatorio l'inserimento dell'annata di produzione.

## Caratteristiche organolettiche
- colore: giallo dorato più o meno intenso, tendente all'ambrato;
- profumo: intenso, caratteristico di moscato;
- sapore: dolce, vellutato, pieno, caldo;

## Abbinamenti consigliati
Crostate di frutta, cassata, cannoli siciliani e formaggi stagionati.